# قشلاق عربلو أسرافيل (مقاطعة بيله سوار)
قشلاق عربلو أسرافیل (بالفارسية: قشلاق عربلو اسرافیل) هي منطقة سكنية تقع في إيران في أردبيل. يقدر عدد سكانها بـ 60 نسمة .